# Beyond Borders
Beyond Borders is een romantisch oorlogsdrama uit 2003 onder regie van Martin Campbell. De film werd genomineerd voor de Political Film Society Award in de categorie 'vrede'. Angelina Jolie werd daarentegen genomineerd voor de Razzie Award voor slechtste actrice voor haar hoofdrol in deze film en die in  Lara Croft Tomb Raider: The Cradle of Life tezamen. 

## Verhaal
De Amerikaanse Sarah Jordan leeft een rijkeluisleventje in Londen. Tijdens een benefietbal ontmoet ze dokter Nick Callahan die zijn leven heeft gewijd aan het helpen van mensen in door oorlog verscheurde landen. De getrouwde Sarah is zodanig van hem onder de indruk, dat ze besluit met hem mee te reizen naar Ethiopië. Ze laat zich in een voor haar onbekende wereld meeslepen en ontwikkelt intieme gevoelens voor dokter Nick. Via deze dokter komt ze in aanraking met gruwelijkheden in alle uithoeken van de wereld.

## Rolverdeling
| Acteur                     | Personage            |
| -------------------------- | -------------------- |
| Angelina Jolie             | Sarah Jordan         |
| Clive Owen                 | Nick Callahan        |
| Teri Polo                  | Charlotte Jordan     |
| Linus Roache               | Henry Bauford        |
| Noah Emmerich              | Elliot Hauser        |
| Yorick van Wageningen      | Steiger              |
| Timothy West               | Lawrence Bauford     |
| Kate Trotter               | Mrs. Bauford         |
| Jonathan Higgins           | Philip               |
| John Gausden               | Jimmy Bauford        |
| Isabelle Horler            | Anna Beauford        |
| Iain Lee                   | Master of Ceremonies |
| Keelan Anthony             | Jojo                 |
| John Bourgeois             | Rolly                |
| Kalyane Tea                | Steiger's Girlfriend |
| Julian Casey               | Police Officer       |
| Norman Mikeal Berketa      | Police Officer       |
| Aidan Pickering            | TV Reporter          |
| Nambitha Mpumlwana         | Tula                 |
| Fikile Nyandeni            | Gemilla              |
| Tony Robinow               | Art Dealer           |
| Andrew French              | Meles                |
| Jamie Bartlett             | Joss                 |
| Tumisho Masha              | Hamadi               |
| Kate Ashfield              | Kat                  |
| Faye Peters                | Monica               |
| John Matshikiza            | Dawit Ningpopo       |
| Zaa Nkweta                 | Titus                |
| Sahajak Boonthanakit       | Port Official        |
| Dennis Tan                 | Port Official        |
| Doan Jaroen-Ngarm Mckenzie | Tao                  |
| Burt Kwouk                 | Colonel Gao          |
| Teerawat Mulvilai          | Ma Sok               |
| Bertrand A. Henri          | Speaker              |
| Jasmin Geljo               | Truck Driver         |
| Francis X. McCarthy        | Strauss              |
| Manuel Tadros              | Chechen Mobster      |
| Elizabeth Whitmere         | Beatrice             |